# Мальтус, Томас Роберт
То́мас Ро́берт Ма́льтус (англ. Thomas Robert Malthus; 1766—1834) — английский священник и учёный, демограф и экономист, автор теории, согласно которой неконтролируемый рост народонаселения может приводить к снижению благосостояния и массовому голоду. В некоторых источниках считается основателем классической макроэкономики благодаря влиянию его теории на Джона Мейнарда Кейнса (которого считают основателем классической макроэкономики большинство источников).
Член Лондонского королевского общества (1818), иностранный член французской Академии моральных и политических наук (1833), иностранный почётный член Императорской Санкт-Петербургской академии наук (1826).

## Биография
Роберт Мальтус родился 13 февраля 1766 года в имении Рукери («Грачевник»), Доркинг (английское графство Суррей), близ города Гилдфорд, в состоятельной дворянской семье Дэниэла и Генриетты (урождённая Грэхем) Мальтус. Отец учёного, Дэниел Мальтус, был последователем Давида Юма и Жан-Жака Руссо, был лично знаком с обоими. Мальтус был младшим сыном в семье, поэтому, согласно традициям Англии того времени, он остался без наследства, ему не достались земельные владения его родителей.
В 1784 году Роберт поступил в колледж Иисуса Кембриджского университета, где изучал математику, риторику, латынь и греческий язык. Окончил его в 1788 году. Год спустя был посвящён в духовный сан дьякона англиканской церкви и получил место второго священника в приходе в деревне Окевуд графства Уоттон. В 1791 году рукоположён в священники и назначен пастором в церковь города Уэльсби, графство Линкольншир. В 1793 году стал преподавателем колледжа Иисуса и оставался им до своей женитьбы (условием членства в колледже было безбрачие). В 1796 году стал священником в городке Олбери (Суррей). В 1804 году женился на своей двоюродной сестре — в этом браке родилось трое детей (однако внуков у Мальтуса не будет). В 1805 году получил кафедру профессора истории и политической экономии в колледже Ост-Индской компании, исполнял там обязанности священника.
В общении Томас Роберт Мальтус своё первое имя обычно опускал, предпочитая использовать только среднее имя Роберт, свои работы он подписывал «Т. Роберт Мальтус».
Роберт Мальтус был не только ревностным христианином, он столь же преданно и талантливо служил идеалам Просвещения. Он блистательно показал, как вера в Разум может самым органичным образом сочетаться с верой в Бога.
На протяжении всей своей жизни Мальтус жил очень скромно, чтобы не сказать бедно, но последовательно и принципиально отказывался как от высоких государственных должностей, которые ему предлагало правительство, так и от церковной карьеры, считая главным делом своей жизни научную работу.
Мальтус скоропостижно скончался 23 декабря 1834 года от болезни сердца и был похоронен в аббатстве города Бат. В книге Водовозова "Р. Мальтус. Его жизнь и деятельность" (1895) датой смерти указано 29 декабря. В Энциклопедическом словаре Мейера (4-е изд.) указано 15 декабря.

### Научная деятельность

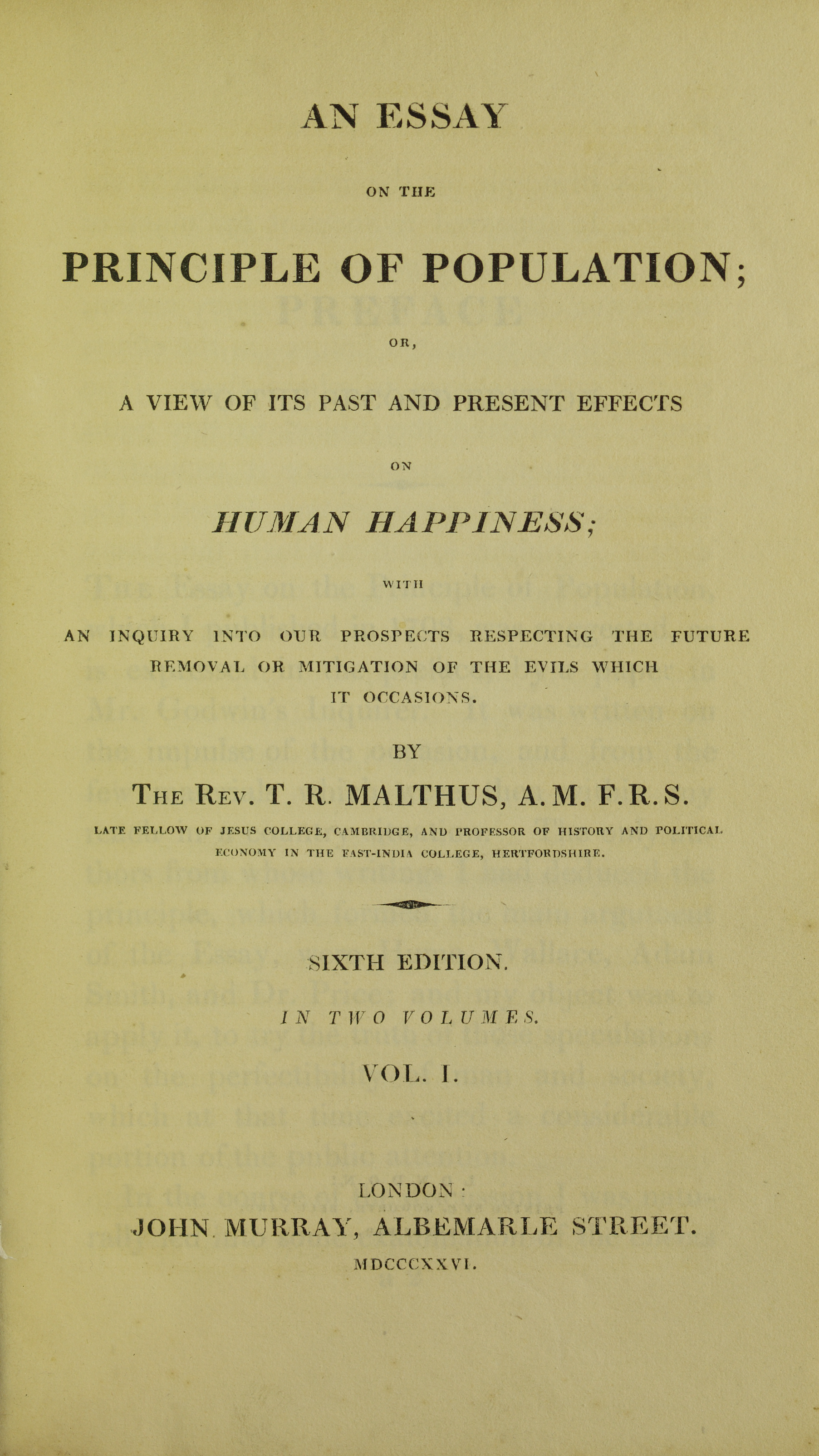
Essay on the principle of population, 1826

В 1798 году он опубликовал свою книгу Essay on the Principle of Population («Очерк о законе народонаселения»).
Основные последующие сочинения:
- «Observations on the Effects of the Corn Laws» (1814) — в защиту хлебных законов;
- «An Inquiry into the Nature and Progress of Rent» (1814) — теория земельной ренты, в основных чертах сходная с позднее развитой теорией Давида Рикардо;
- «Принципы политической экономии» (1820) — в основном содержит полемику с Рикардо и Сэем, доказывается возможность общего перепроизводства товаров и даётся объяснение промышленным кризисам.

Мальтус был избран одновременно членом Королевского общества и членом Французской Академии (честь, которой удостаивались немногие учёные), стал основателем Клуба политической экономии и одним из основателей Лондонского статистического общества.
В своём научном методе Мальтус придерживался «доктрины пропорций», суть которой состояла в том, что он всегда старался избегать крайностей и придерживался золотой середины.
Мальтус решительно поддерживал принципы laissez-faire и свободы торговли: «богатство нации будет лучше всего обеспечено тогда, когда каждому человеку позволено, до тех пор, пока он придерживается правил справедливости, преследовать свои собственные интересы», «правительства не должны вмешиваться в регулирование потоков капитала и промышленность, но предоставить каждому человеку свободу деятельности и получения прибыли, пока он подчиняется законам справедливости». Эти положения Мальтус описал как «великий принцип» и как одно из самых общих правил политической экономии.
- 1807. A letter to Samuel Whitbread, Esq. M.P. on his proposed Bill for the Amendment of the Poor Laws. Johnson and Hatchard, London.
- 1808. Spence on Commerce. Edinburgh Review 11, January, 429—448.
- 1808. Newneham and others on the state of Ireland. Edinburgh Review 12, July, 336—355.
- 1809. Newneham on the state of Ireland, Edinburgh Review 14 April, 151—170.
- 1811. Depreciation of paper currency. Edinburgh Review 17, February, 340—372.
- 1812. Pamphlets on the bullion question. Edinburgh Review 18, August, 448—470.
- 1813. A letter to the Rt. Hon. Lord Grenville. Johnson, London.
- 1817. Statement respecting the East-India College. Murray, London.
- 1821. Godwin on Malthus. Edinburgh Review 35, July, 362—377.
- 1823. The Measure of Value, stated and illustrated
- 1823. Tooke — On high and low prices. Quarterly Review[англ.], 29 (57), April, 214—239.
- 1824. Political economy. Quarterly Review 30 (60), January, 297—334.
- 1829. On the measure of the conditions necessary to the supply of commodities. Transactions of the Royal Society of Literature of the United Kingdom. 1, 171—180. John Murray, London.
- 1829. On the meaning which is most usually and most correctly attached to the term Value of a Commodity. Transactions of the Royal Society of Literature of the United Kingdom. 2, 74-81. John Murray.

## Теория народонаселения

### Положения теории
Три основных тезиса «Очерка о законе народонаселения»:
- Из-за биологической потребности человека к продолжению рода, численность населения постоянно растёт, пока есть источники средств существования.
- Народонаселение строго ограничено средствами существования.
- Рост народонаселения может быть остановлен лишь встречными причинами, которые сводятся к нравственному воздержанию или несчастьям (войны, эпидемии, голод).

Также Мальтус приходит к выводу, что народонаселение растёт в геометрической прогрессии (удваивается каждые четверть века в отсутствие войн и болезней), а ресурсы Земли ограничены (в частности, производство продуктов питания растёт в арифметической прогрессии), потому если не сдерживать рост населения, то рано или поздно их перестанет хватать на всех. Свои взгляды он иллюстрировал примерами из истории Англии, когда реальные доходы работников выросли после чумы, сократившей население в XIV веке в Европе почти наполовину, а затем, по мере того, как население постепенно восстанавливалось, доходы падали и рождаемость снижалась. Ситуация, когда рост населения опережает рост производства (чаще всего сельскохозяйственного в доиндустриальной экономике из-за ограниченности площадей и плодородности пахотных земель), называется мальтузианской ловушкой. В качестве мер по обеспечению благосостояния общества Мальтус предлагал различные варианты контроля рождаемости.
Основной целью своего «Очерка...» сам Мальтус считал обоснование необходимости класса собственников (землевладельцев, рантье) и рабочего класса, о социальном неравенстве он высказывался уклончиво. Он считал, что в любом цивилизованном обществе должен быть класс собственников и рабочий класс. В то же время он полагал нецелесообразным вмешательство государства в распределение доходов между богатыми и бедными, так как господствующий класс очень незначительный, в сравнении с огромной массой бедняков, и попытки перераспределения богатств господствующего класса в пользу бедных не решат проблему бедности, из-за слишком большой численности бедняков. Класс собственников является основным потребителем избытков продуктов труда рабочего класса, тогда как предел потребления рабочего класса — это только прожиточный минимум. Единственный способ, которым рабочие могут заработать себе на жизнь — это продажа своего физического труда, причём рост числа (избыточное размножение) рабочего класса обесценивает этот труд. Увеличение доходов бедных, по мнению Мальтуса, лишь подстегнёт размножение низших классов, усилив «борьбу за существование», а увеличение населения приведёт к обратному падению доходов и сокращению численности населения.

### Критика
В XVIII веке теория Мальтуса хорошо соответствовала эмпирическим данным. Однако, приблизительно с 1800 года концепция Мальтуса перестала соответствовать эмпирическим данным для Великобритании: ввиду промышленной революции там одновременно росли производительность труда вместе с заработной платой и населением. При этом также постоянно снижалась стоимость сельскохозяйственных угодий, хотя по концепции Мальтуса она должна была расти вместе с ростом населения. Аналогичные процессы происходили и в США во 2-й половине XIX века. Такую динамику экономисты связывали с индустриализацией, которая в Великобритании началась раньше, чем в других странах.
Не объясняет теория Мальтуса и демографический переход, начавшийся в XIX веке в индустриальных странах Западной Европы и США. По его теории снижение рождаемости следует за снижением доходов, однако ни в одном случае в этот период снижения доходов не наблюдалось, наоборот, они росли.
Минусы теории с современной точки зрения:
- Мальтус использовал некорректную миграционную статистику (не учитывает эмигрантов).
- Мальтус не принимает во внимание механизмы саморегуляции численности человечества, приводящие к демографическому переходу. Однако во времена Мальтуса это явление наблюдалось только в крупных городах, в которых проживало меньшинство населения, тогда как в настоящее время оно охватило целые континенты (в том числе все без исключения развитые страны). Мальтус полагал, что скученность, нищета, низкая рождаемость, высокая смертность и нездоровые условия жизни в городах XIX века — это наказания людям от природы, за их слишком интенсивное и неблагоразумное размножение[29].
- Закон убывающего плодородия почвы. Мальтус считал, что ни накопление капитала, ни научно-технический прогресс не компенсируют ограниченность природных ресурсов.
- Уменьшение требуемой площади сельхозугодий на единицу сельхозпродукции, при увеличении производительности труда: крестьянину для прокорма своей семьи нужно меньше площади, чем охотнику-собирателю, рабочему на комбайне, с технологиями «зелёной революции», требуется меньше трудозатрат и площади на единицу сельхозпродукции, чем крестьянину, ведущему натуральное хозяйство.
- Карл Маркс и его последователи отметили, что в капиталистическом индустриальном обществе, где 3-4 % сельского населения могут прокормить всю страну, — более серьёзную опасность для социума представляет относительное перенаселение — избыток рабочей силы, возникающий вследствие общественно-экономических противоречий (безработица, сокращение спроса, кризисы перепроизводства, сокращение рабочих мест, социальное расслоение, рост монополий), которые могут происходить и без роста населения. По Марксу, не избыточная рождаемость у наёмных рабочих является причиной их бедности, а то, что рост безработицы и вызванное ею обнищание являются необходимыми условиями существования капиталистического производства и накопления капитала, так как вынуждают наёмных рабочих продавать свою рабочую силу по сниженной цене, позволяя капиталистическому классу извлекать больше прибыли[30][31]. (Мальтус считал, что в бедности и нищете виноваты сами бедные, которые мало трудились или слишком размножились и выступал против социальной помощи бедным, полагая, что это лишь подстегнёт рождаемость у бедняков и снова приведёт их к «мальтузианской ловушке».)
- В ответ на идеи Мальтуса о необходимости сокращения численности населения, для улучшения его благосостояния, Маркс приводит пример голода в Ирландии (1840-е годы), когда английские лендлорды, из-за падения цен на хлеб после отмены «Хлебных законов», согнали со своих земель 2 млн ирландских крестьян-арендаторов, повысив им арендную плату и отдав освободившиеся земли под пастбища для крупного рогатого скота. Около 1 млн ирландцев умерли от голода, ещё 1 млн эмигрировали в Америку, население Ирландии с 1841 по 1901 годы сократилось с 8 до 4 млн человек, но это не привело к улучшению условий жизни оставшихся ирландских крестьян[32]. Как писал Ф. Энгельс, как только Англии понадобилось мясо вместо ирландской пшеницы, 5 миллионов ирландцев оказались «лишними»[33].

Вместе с тем, теория Мальтуса достаточно корректно описывает закономерности экономико-демографической динамики доиндустриальных обществ. Объяснение того, почему эта теория перестаёт работать в начале XIX века сначала в Великобритании, а затем и в других странах Европы и США, где начался устойчивый экономический рост, опровергающий концепцию Мальтуса, предложили представители новой институциональной школы в конце XX века. По их мнению, чума в XIV веке не только сократила население Англии вдвое, но и значительно ослабила институты крепостного права. Это привело к тому, что крестьяне стали оставлять у себя существенно бо́льшую долю урожая, чем ранее, что и положило начало постепенному ослаблению феодальных институтов. В XVII веке продолжительная борьба между монархами из династии Стюартов и Парламентом, который поддерживали купцы и предприниматели, завершилась победой парламента и Славной революцией. Великобритания встала на путь развития плюралистических институтов, позволяющих широким слоям общества участвовать в управлении страной и получать доходы от своих предприятий (в том числе и от патентов на изобретения). Именно это и стало причиной начала индустриализации. Игнорирование социалистами закона Мальтуса о чрезмерном росте населения в доиндустриальных странах, и его отрицательных последствиях, было признано ошибочным в работах Каутского и Викселя.

### Последователи и развитие
Благодаря идеям Мальтуса, британский парламент в 1834 году переработал Законы о бедных, отменив пособия неимущим, рассчитываемые в зависимости от численности их семей, и направив их на создание рабочих мест для принудительного труда бедных в работных домах, где бедняков (пауперов) фактически считали преступниками и заставляли выполнять тяжёлую и низкооплачиваемую работу, невзирая даже на их возраст.
Идеи Мальтуса оказали мощное позитивное воздействие на развитие биологии, во-первых, через их влияние на Дарвина, а, во-вторых, через развитие на их основе математических моделей популяционной биологии, начиная с логистической модели Ферхюльста.
Применительно к человеческому обществу мнение Мальтуса о том, что сокращение численности населения ведёт к увеличению среднего дохода на душу населения, повлекло за собой формирование в 1920-x теории оптимальной численности населения, при котором доход на душу населения максимален. Однако в настоящее время теория малоприменима в решении реальных социально-экономических задач, но хороша в аналитике, так как позволяет судить о недо- или перенаселении.
Сдерживание роста населения объяснялось естественными препятствиями (война, голод, мор), высокой смертностью; превентивным фактором (аборт, детская смертность), уменьшением темпов рождаемости. Проявления «нищеты и порока» предлагалось компенсировать «моральными ограничениями», в числе которых — увеличение возраста вступления в брак, строгие сексуальные воздержания до брака.
Однако сам Мальтус, как и остальные люди эпохи, считал меры по принудительному ограничению рождаемости делом крайне греховным. (Несколько десятилетий спустя мальтузианцы выступали за ограничение рождаемости, обосновывая это его теорией).
Но в первой четверти XX века «принцип перенаселения» Мальтуса подвергался сомнению в идеях «недонаселённости» Дж. М. Кейнса. После Второй Мировой войны теория Мальтуса вновь стала популярной в развивающихся странах.
Идеи Мальтуса получили развитие в неомальтузианстве. Они были частично использованы Карлом Хаусхофером в его работах по геополитике и теории «жизненного пространства».

## Спор Мальтуса и Рикардо о природе ренты
В 1820-х годах состоялась интеллектуальная дискуссия представителей политической экономии, часто называемая спором Мальтуса — Рикардо по именам наиболее известных представителей двух точек зрения на природу экономической ренты. Давид Рикардо изложил свою точку зрения в книге «Начала политической экономии и налогового обложения» (1817), а Мальтус — в «Исследование природы и динамики ренты» (1814). Мальтус рассматривал ренту как дополнительный доход, получаемый в результате свободной торговли, и определяемый как разница между доходом при свободной торговле и доходом при её отсутствии. То есть, в его концепции рента была положительным избытком, источником экономического роста. Рикардо определял ренту как доход, превышающий реальное производство, то есть, в его понимании источником ренты были права собственности, а не свободная торговля. В его понимании рента была капиталом, выпадающим из процесса производства, то есть, она препятствовала экономическому росту.
Дискуссия возникла из-за экономической концепции общего перенасыщения и возможности невыполнения закона Сэя. Мальтус придавал большое значение экономическому развитию и устойчивости дисбаланса спроса и предложения. Контекстом спора была послевоенная депрессия. Сторонником Мальтуса был Уильям Блейк, отрицавший, что накопление капитала (сбережения) всегда способствуют росту в таких обстоятельствах. Он часто вступал в спор с Джоном Стюартом Миллем, который был сторонником концепции Рикардо.
В настоящее время считается, что их спор был чисто техническим, и возник вследствие отсутствия совместимых определений. Например, Жан-Батист Сэй использовал определение производства, основанное на «товарах и услугах», и поэтому определение Мальтуса, в котором фигурировали только «товары», таким образом было поставлено под сомнение.

### Переводы на русский язык
- Опыт о законе народонаселения или изложение прошедшего и настоящего действия этого закона на благоденствие человеческого рода, с приложением нескольких исследований о надежде на отстранение или смягчение причиняемого им зла. СПб.: типография И. И. Глазунова, 1868.
- Опыт закона о народонаселении. — Перевод И. А. Вернера. Издание К. Т. Солдатенкова. Москва: Типо-литография О. М. Лашкевич и К°, 1895.
- Опыт о законе народонаселения. — Петрозаводск: Петроком, 1993 (Шедевры мировой экономической мысли. Т. 4).
- Опыт закона о народонаселении. — М. : Издательство «Наше завтра», 2022. — 320 с. — ISBN 978-5-907585-60-7